# Prosopocera lesnei
Prosopocera lesnei là một loài bọ cánh cứng trong họ Cerambycidae.